# Pont-portique

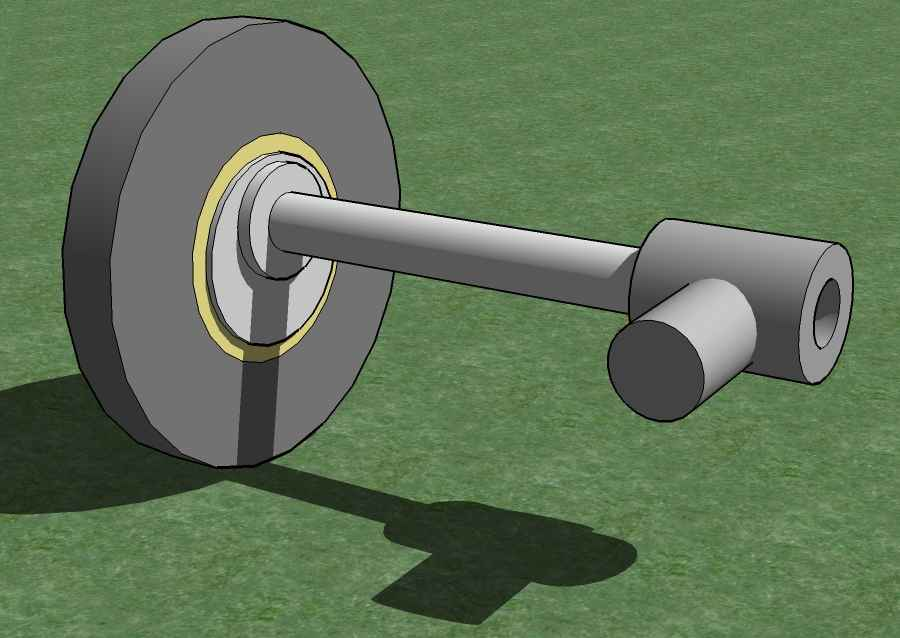
Schéma de principe

Comparaison des deux types d'axes.

Le pont-portique est une technologie tout-terrain dans laquelle le pont est au dessus du centre de la roue avec un réducteur de boite de vitesses dans le moyeu. Cela donne deux avantages qui accroissent les capacités tout-terrain du véhicule : la garde au sol est augmentée, particulièrement sous le différentiel surbaissé contenant l'axe principal ; et l'engrenage du moyeu permet d'ajuster la puissance et le couple entre la roue et la boite de vitesses.
Une variante, le pont-portique inversé, permet de surbaisser le plancher du véhicule, facilitant l'accès des passagers, au prix d'une garde au sol réduite. Cette technique est utilisée notamment sur des véhicules (bus, tram, train...) disposant d'une voie dédiée assurant une garde au sol suffisante.

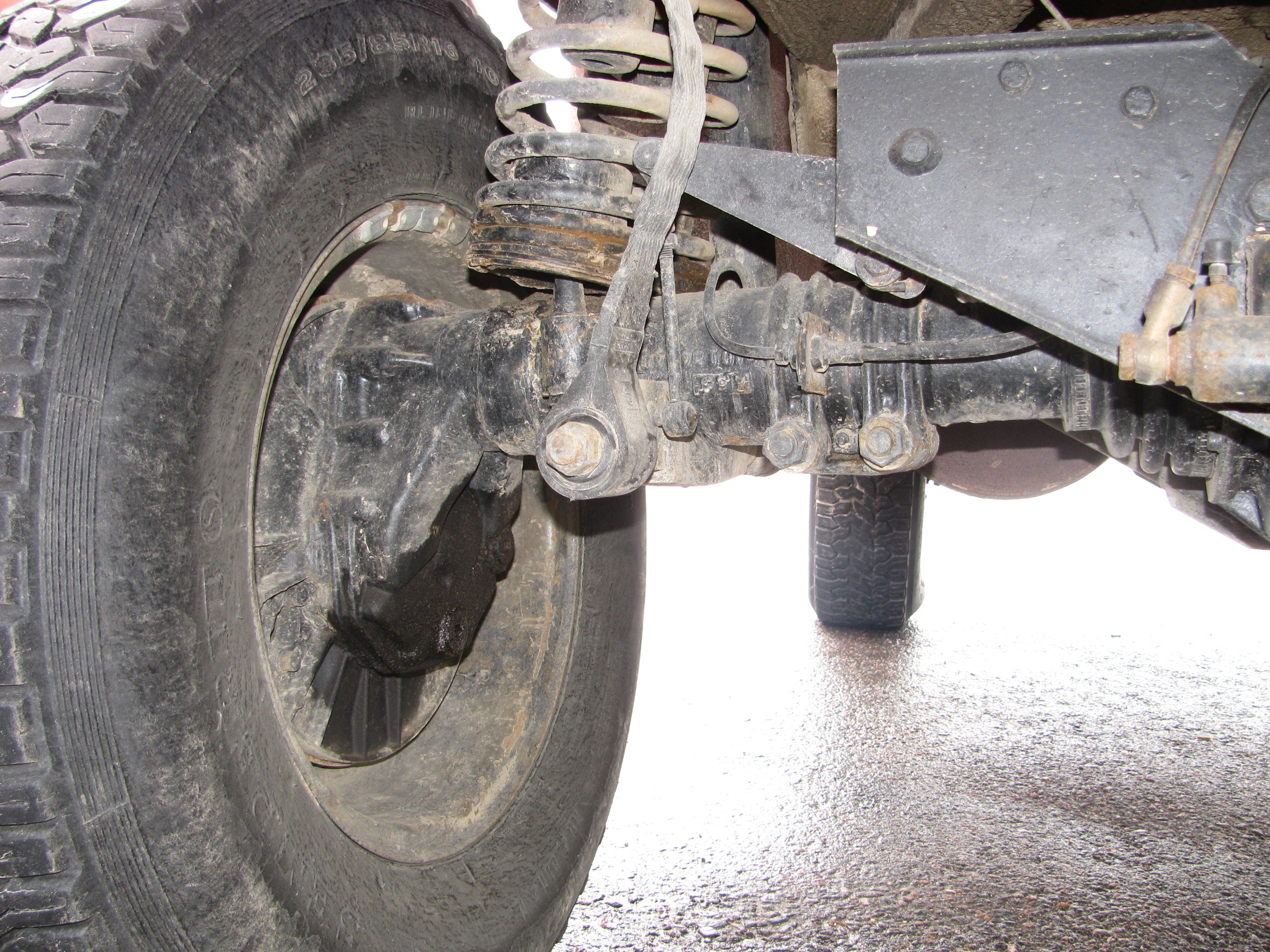
pont-portique de Pinzgauer
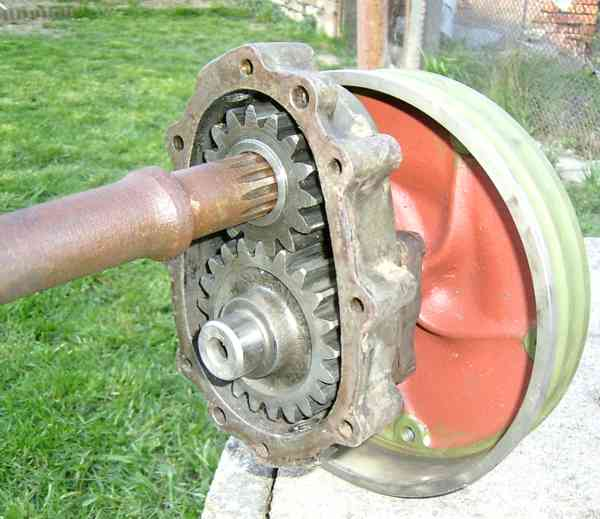
mécanique du pont-portique d'un Volkswagen Kübelwagen
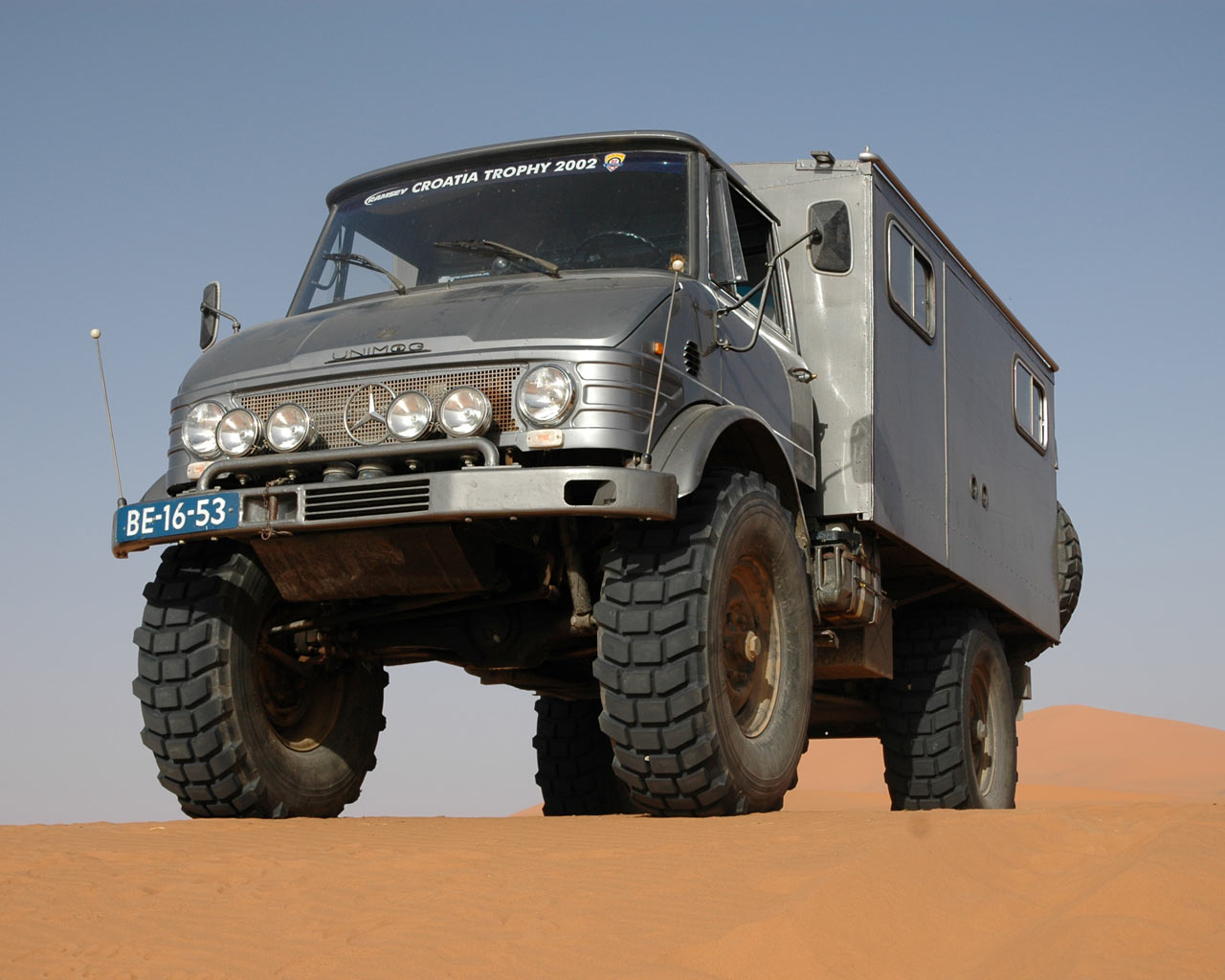
un camion unimog
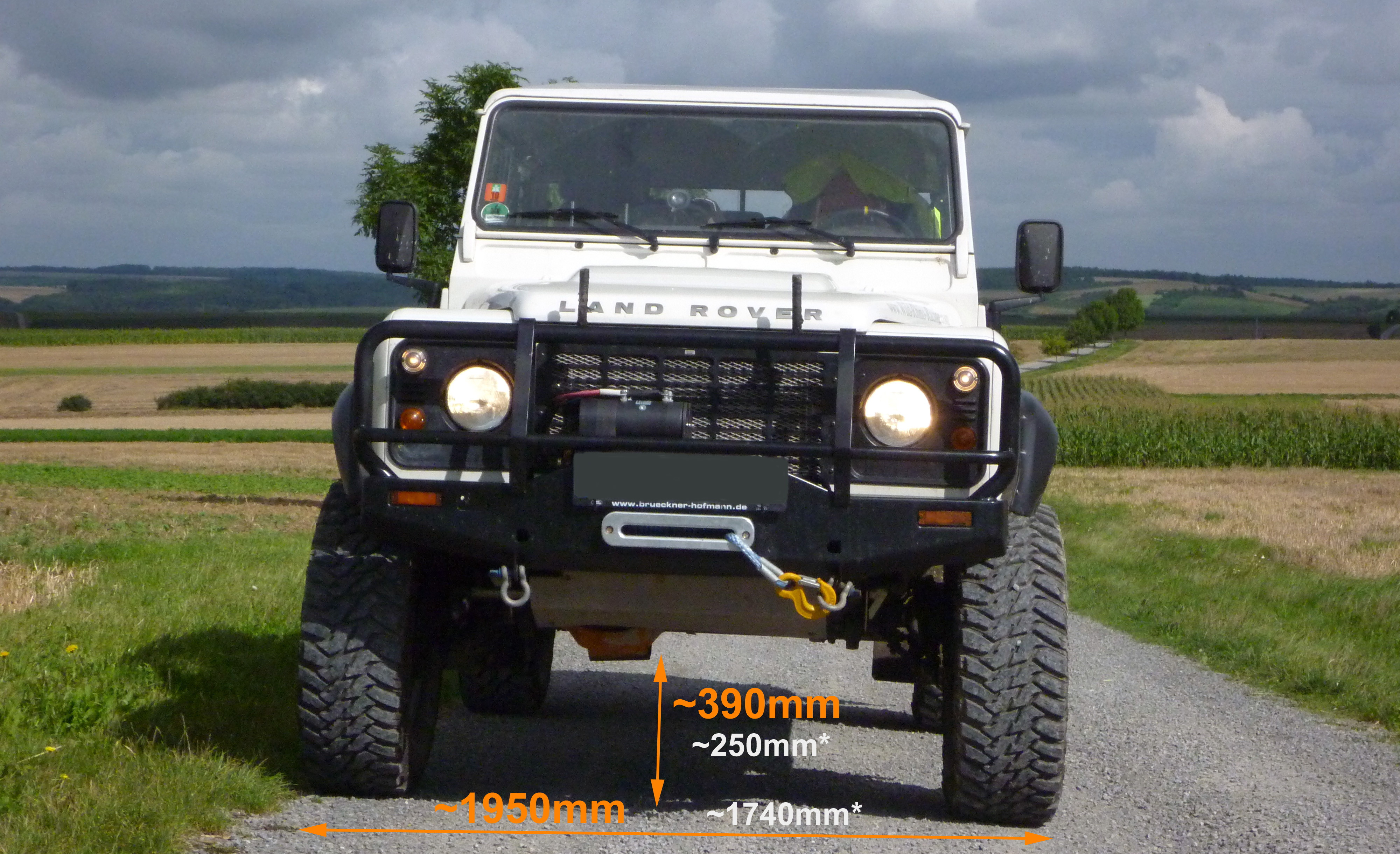
Land Rover Defender modernisé
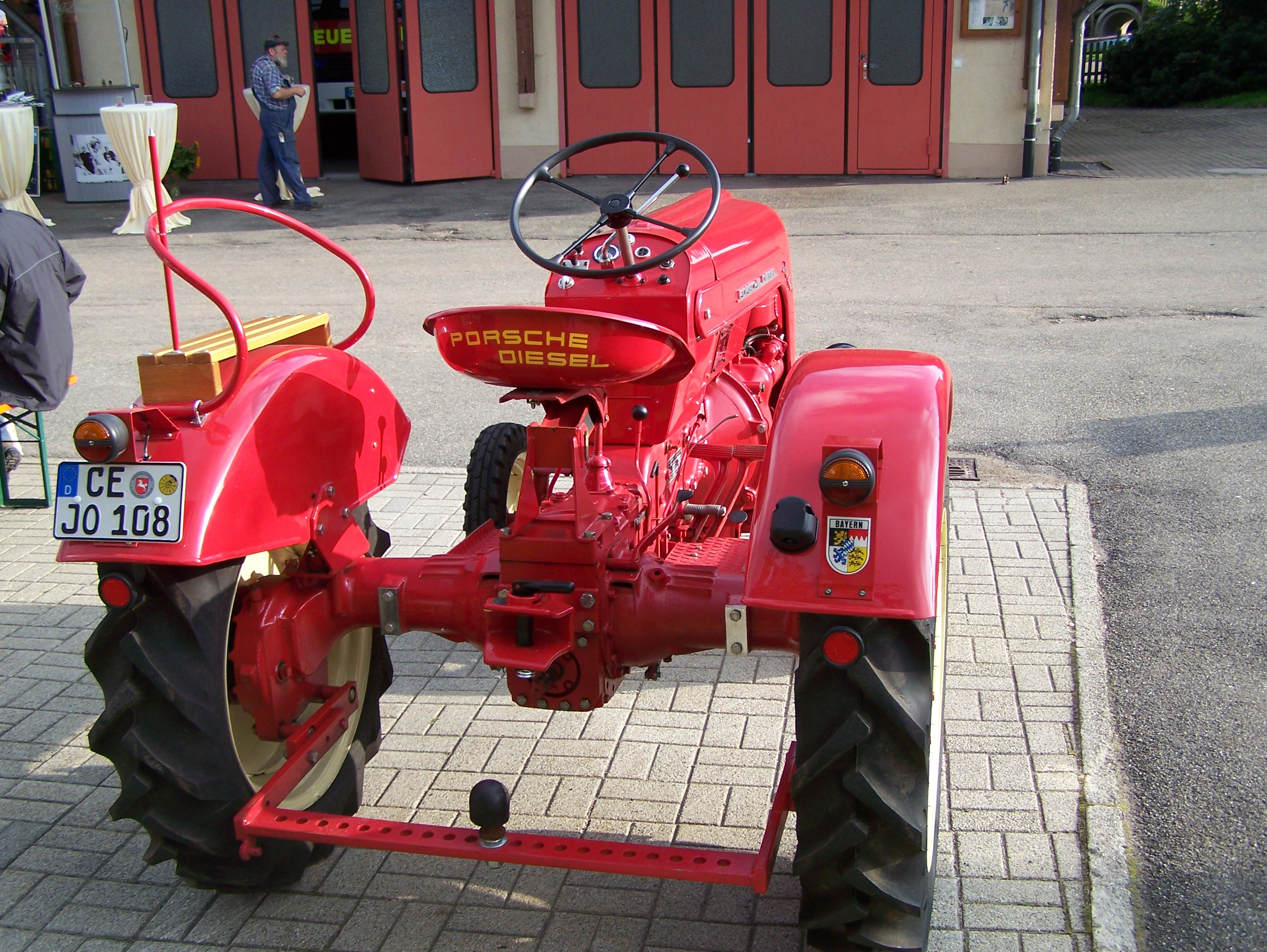
tracteur Porsche-Diesel Junior
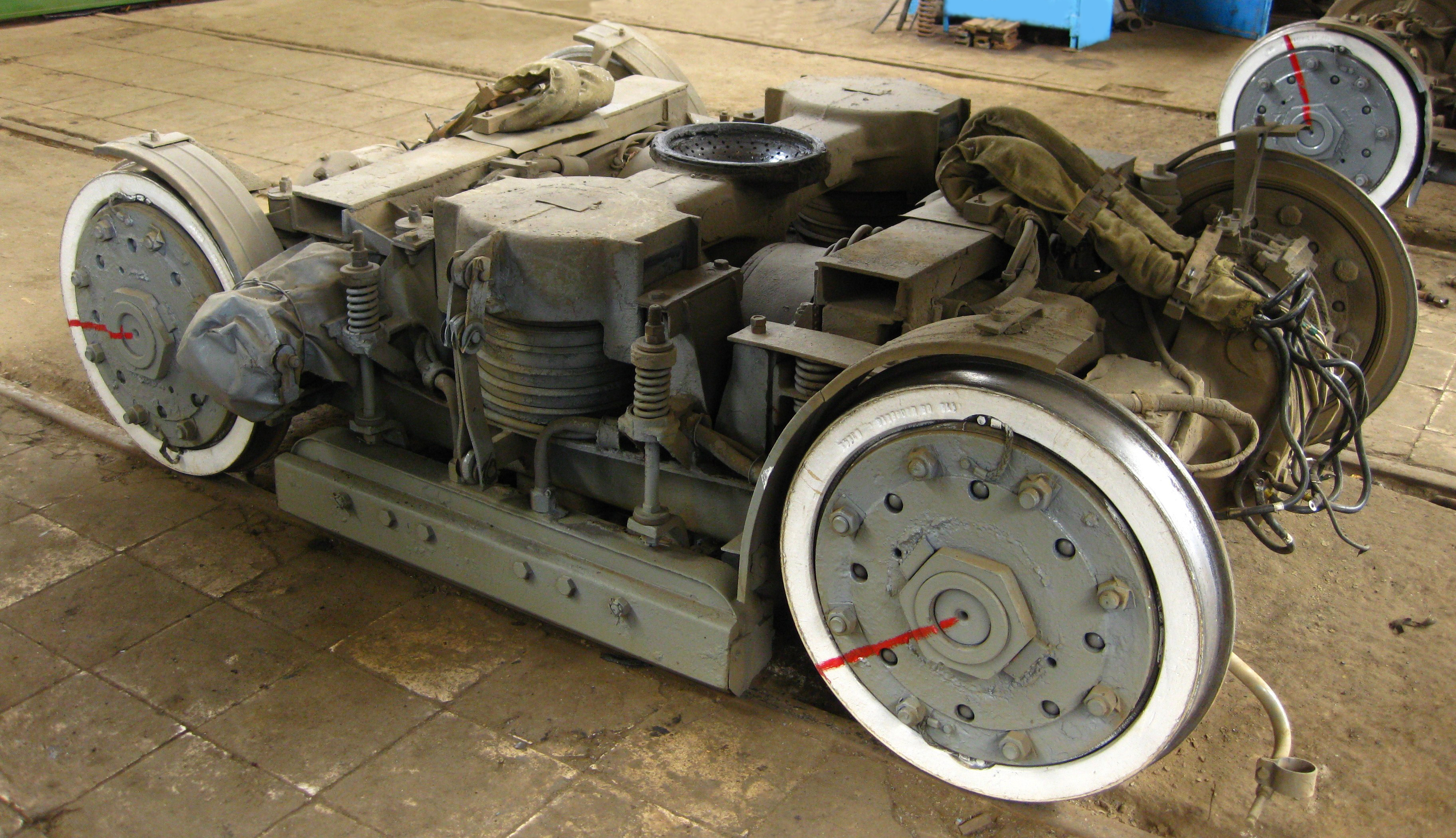
bogie surbaissé pour tramway